# 鳴門市鳴門中学校
鳴門市鳴門中学校（なるとし なるとちゅうがっこう）は、徳島県鳴門市鳴門町三ツ石（大毛島）にある公立中学校。
通称「鳴中（なるちゅう）」。

## 概要
同校は大毛島にあるため、島外から学校に行くにためには、橋を渡るか連絡船に乗る必要がある。

## 校歌
- 作詞：宮本村喰
- 作曲：若松盛治

## 出身者
- 土居一洋[1] - 環境運動家

## 通学区域が隣接している学校
全て海を挟んで隣接。
- 鳴門市第二中学校
- 鳴門市第一中学校
- 鳴門市瀬戸中学校
- 兵庫県南あわじ市立西淡中学校
- 兵庫県南あわじ市立南淡中学校